# Argiope keyserlingi
Argiope keyserlingi es una especie de arañas araneomorfas de la familia Araneidae.

## Localización
Esta especie se distribuye por la costa este de Australia (desde el centro de Nueva Gales del Sur hasta el sur de Queensland) y   regiones de Sudamérica. 